# Joan Vestergård Hansen
Joan Vestergård Hansen es una deportista danesa que compitió en vela en la modalidad de match race. Ganó cinco medallas en el Campeonato Mundial de Match Race Femenino entre los años 2013 y 2018.

## Palmarés internacional
| Campeonato Mundial | Campeonato Mundial     | Campeonato Mundial | Campeonato Mundial |
| Año                | Lugar                  | Medalla            | Clase              |
| ------------------ | ---------------------- | ------------------ | ------------------ |
| 2013               | Busan (Corea del Sur)  | Medalla de plata   | Match race         |
| 2014               | Cork (Irlanda)         | Medalla de plata   | Match race         |
| 2015               | Middelfart (Dinamarca) | Medalla de plata   | Match race         |
| 2017               | Helsinki (Finlandia)   | Medalla de bronce  | Match race         |
| 2018               | Ekaterimburgo (Rusia)  | Medalla de bronce  | Match race         |